# Yahya Sarea
Yahya Sarea (en árabe: يحيى سريع‎; Sa'dah, 1970) es el portavoz militar del movimiento hutí de Yemen (más formalmente conocido como Ansar Allah) desde 2018. Estableció una cuenta de Twitter el 15 de enero de 2021 y también está activo en Telegram y YouTube. Hace frecuentes anuncios sobre la participación de los hutíes en la guerra entre Israel y Gaza, en particular sobre ataques y enfrentamientos en el mar Rojo.

## Biografía
Yahya Sarea nació en la localidad de Sa'dah, adyacente a la frontera sur de Arabia Saudita, en el año 1970. Ha obtenido una licenciatura y una maestría en ciencias políticas. Sarea estudió numerosos cursos militares, de combate, de seguridad, administrativos y especializados en ciencias militares.
En 2017, fue nombrado jefe de la División de Guerra Psicológica en Orientación Moral de las Fuerzas Armadas de Yemen (YAF). Ese mismo año también fue ascendido al grado de coronel. A mediados de 2018 fue nombrado Director del Departamento de Orientación Moral de las Fuerzas Armadas, fue ascendido al rango de general de brigada y el 17 de octubre de 2018 fue designado portavoz oficial de las YAF.
El 3 de mayo de 2024, anunció en un discurso televisado que «atacaremos cualquier barco que se dirija a puertos israelíes en el mar Mediterráneo en cualquier zona a la que podamos llega».